# NRZI
Linkový kód NRZI (bez návratu k nule s inverzí) přiřazuje jedné logické hodnotě signál beze změny stavu a druhé logické hodnotě signál se změnou stavu (inverze). Z toho plyne nezávislost na polaritě signálu: přepólování přenosové linky nemění bitovou posloupnost. Proto je kódování NRZI oblíbené na rozhraních používajících diferenciální signály.

## Varianty NRZI
NRZI existuje ve dvou variantách v závislosti na tom, jestli změnu stavu způsobí jednička (značka, anglicky mark) nebo nula (mezera, anglicky space). Je-li dk posloupnost dat na vstupu a pk představuje posloupnost úroveň na výstupu, platí pro NRZ-M vztah:
{\displaystyle p_{k}=d_{k}\oplus p_{k-1}}
a pro NRZ-S:
{\displaystyle p_{k}={\overline {d_{k}}}\oplus p_{k-1}}
kde operátor {\displaystyle \oplus } je operace sčítání modulo-2, kterou lze realizovat hradlem XOR, k-1 se vztahuje na předchozí hodnotu (zapamatovanou například bistabilním klopným obvodem), a pruh nad dk negaci.
Pokud je známo, že uživatelská data neobsahují dlouhou posloupnost nul (NRZ-M) nebo jedniček (NRZ-S), lze NRZI kódování použít pro vytváření signálu, který zajišťuje synchronizaci vysílače a přijímače. Na začátku a na konci uživatelských dat mohou být použity bity, které se nemění logickou úroveň, pro vyznačení a detekci začátku a konce rámce.
Linkový kód NRZI používá USB, Ethernet na optických vláknech (100-Base-FX), FDDI a jeho použití se předpokládá i pro linkový protokol HDLC. NRZI se také používá pro záznam dat na paměťová média, například pro CD-ROM nebo pro pevné disky.

### NRZ-M
Varianta NRZI-M nebo NRZ-M kóduje jedničku změnou úrovně. Nula je kódována signálem beze změny úrovně.

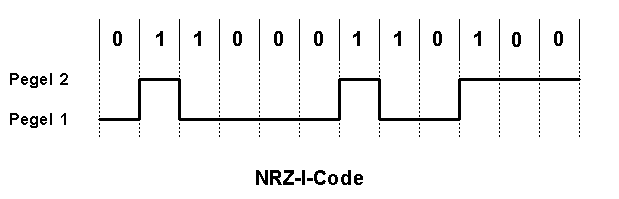
Kódování NRZ-M

Zapojení NRZ-M-kodéru

| Příklad 1:                      |                 |
| Data:                           | 1 1 1 1 1 1 1 1 |
| signál s počátečním stavem „1”: | 0 1 0 1 0 1 0 1 |
| signál s počátečním stavem „0”: | 1 0 1 0 1 0 1 0 |

| Příklad 2:                      |                 |
| Data:                           | 0 0 0 0 0 0 0 0 |
| signál s počátečním stavem „1”: | 1 1 1 1 1 1 1 1 |
| signál s počátečním stavem „0”: | 0 0 0 0 0 0 0 0 |

| Příklad 3:                      |                                 |
| Data:                           | 1 1 1 1 1 0 1 0 1 0 1 1 0 0 0 1 |
| signál s počátečním stavem „1”: | 0 1 0 1 0 0 1 1 0 0 1 0 0 0 0 1 |
| signál s počátečním stavem „0”: | 1 0 1 0 1 1 0 0 1 1 0 1 1 1 1 0 |

### NRZ-S
NRZI-S nebo NRZ-S kóduje nulu změnou úrovně a jedničku signálem bez zněny úrovně. Toto kódování používá například USB nebo HDLC.

Zapojení NRZ-S-kodéru

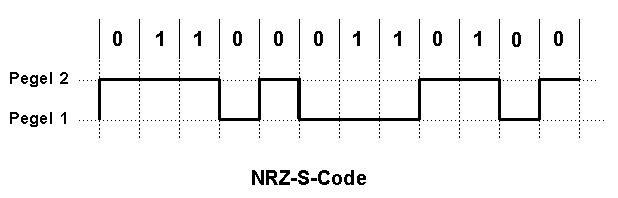
Kódování NRZ-S
| Příklad 1:                      |                 |
| Data:                           | 1 1 1 1 1 1 1 1 |
| signál s počátečním stavem „1”: | 1 1 1 1 1 1 1 1 |
| signál s počátečním stavem „0”: | 0 0 0 0 0 0 0 0 |

| Příklad 2:                      |                 |
| Data:                           | 0 0 0 0 0 0 0 0 |
| signál s počátečním stavem „1”: | 0 1 0 1 0 1 0 1 |
| signál s počátečním stavem „0”: | 1 0 1 0 1 0 1 0 |

| Příklad 3:                      |                                 |
| Data:                           | 1 1 1 1 1 0 1 0 1 0 1 1 0 0 0 1 |
| signál s počátečním stavem „1”: | 1 1 1 1 1 0 0 1 1 0 0 0 1 0 1 1 |
| signál s počátečním stavem „0”: | 0 0 0 0 0 1 1 0 0 1 1 1 0 1 0 0 |